# 東暁南駅
東暁南駅（とうぎょうみなみえき）は、中華人民共和国広東省広州市海珠区東暁南路と僑港路と南洲北路の間に位置する広州地下鉄2号線及び10号線の駅。計画時の名称は東暁南路駅であった。

## 歴史
- 2010年9月25日 - 2号線の嘉禾望崗駅～三元里駅開通に合わせて開業。
- 2025年6月29日 - 10号線の開業により乗り換え駅となる[1]。また同時に、当駅の英語表記が以前の「Dongxiaonan」から、「Dongxiao South」に変更となる。

## 駅構造

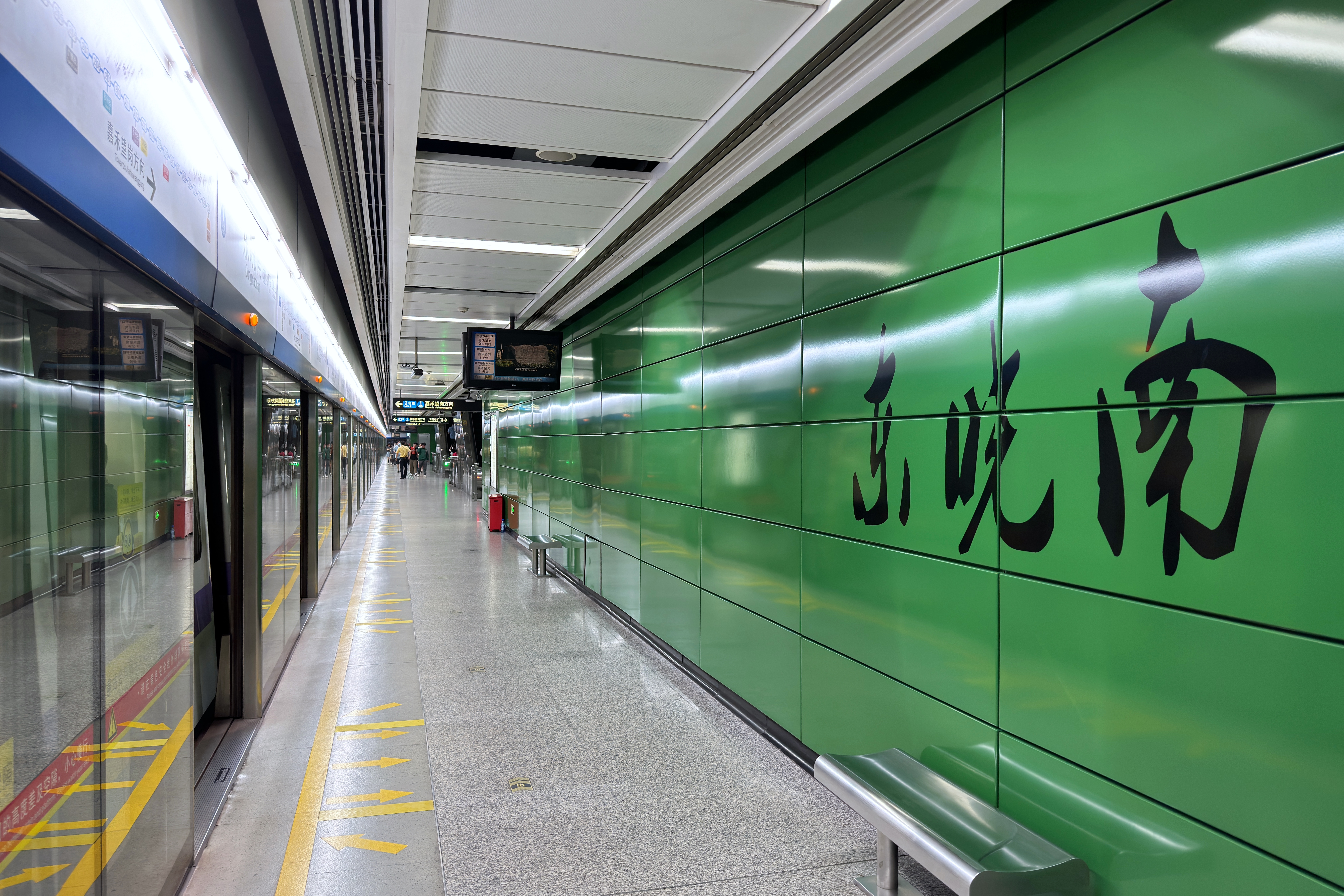
1番線ホーム
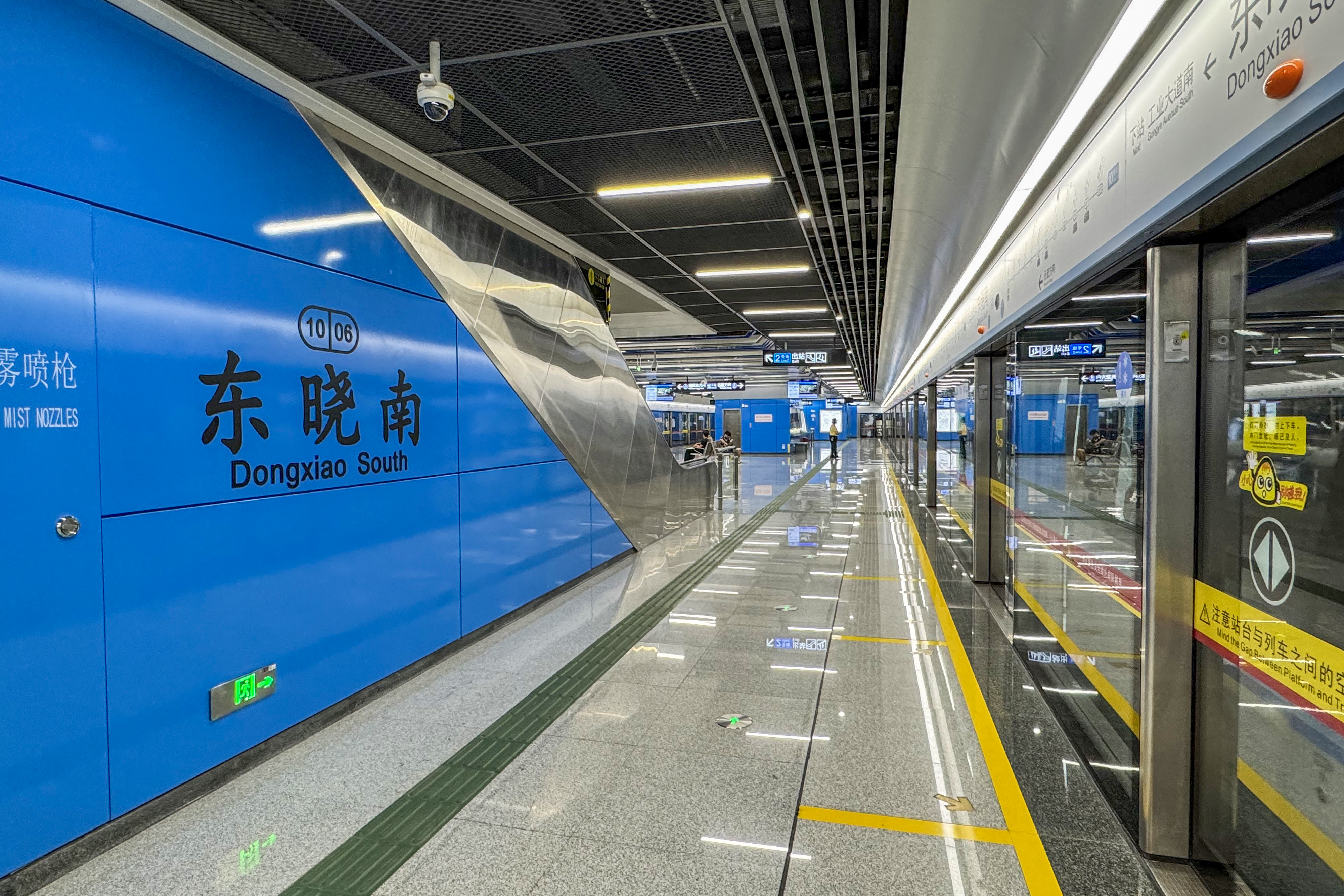
4番線ホーム

| 地下1階 | 北コンコース ■2号線          | 改札口、自動券売機、サービスセンター、駅商店、駅警備室、セキュリティ |  |
|         | 連絡通路                     | 2号線・10号線コンコースを連絡                                        |  |
| 地下1階 | 南コンコース ■10号線         | 改札口、自動券売機、サービスセンター、駅商店、駅警備室、安全検査設備 |  |
| 地下2階 | 2番線                        | 2号線 南洲へ（広州南駅方面）                                         |  |
|         | 相対式ホーム、左側の扉が開く |                                                                      |  |
|         | 1番線                        | 2号線 江泰路へ（嘉禾望崗方面）                                       |  |
|         | 相対式ホーム、右側の扉が開く |                                                                      |  |
|         | 設備フロア                   | 駅設備                                                               |  |
| 地下3階 | 3番線                        | 10号線 工業大道南へ（西塱方面）                                      |  |
|         | 島式ホーム、左側の扉が開く   |                                                                      |  |
|         | 4番線                        | 10号線 五鳳へ（天河客運駅方面）                                      |  |

- 1番線ホーム
- 4番線ホーム

## 隣の駅
広州地下鉄
■2号線
南洲駅 206 - 東暁南駅 207 - 江泰路駅 208
■10号線
工業大道南駅 205 - 東暁南駅 206 - 五鳳駅 207